# Brotenau (Ort)
Brotenau war ein Wohnplatz in der Gemeinde Gernsbach im Landkreis Rastatt, Baden-Württemberg, der vor der Gemeindereform im Jahr 1975 zu Reichental gehörte.
Der Wohnplatz im Tal des Brotenaubachs entstand nach 1720 als eine der Kolonistensiedlungen im Nordschwarzwald, in denen Holzknechte, Flößer, Köhler, Schmierebrenner, Harzer oder Fuhrleute lebten. Eine landwirtschaftliche Nutzung dieses entlegenen Teils des Schwarzwaldes war wegen des rauen Klimas, der hohen Niederschläge, der ungünstigen Topographie mit zahlreichen Felsblöcken sowie wegen des nährstoffarmen Buntsandsteins kaum möglich.
Im Oktober 1843 ernannte die großherzogliche Direktion der Forsten, Berg- und Hüttenwerke für Baden einen in Brotenau ansässigen Kolonisten zum Waldhüter mit Zuständigkeit für das Brotenautal und das nördlich angrenzende Dürreychtal. 1862 kaufte der badische Staat das Haus des Waldhüters. 1874 entstand das 750 Hektar große Forstrevier Brotenau als eines von vier Revieren des Staatsforstes Kaltenbronn. 1879 wurde der für Brotenau zuständige Waldhüter der Wilderei überführt. Er wurde aus dem Staatsdienst entlassen; einer viermonatigen Gefängnisstrafe entging er durch die Auswanderung nach Amerika.
Bei der Volkszählung 1905 lebten acht Personen in einem Haushalt in Brotenau, das ein Wohnplatz in der abgesonderten Gemarkung Kaltenbronn war. 1934 und 1936 verbrachte Prinz Philip von Griechenland, der spätere Prinzgemahl der britischen Königin Elisabeth II., seine Ferien im Forsthaus von Brotenau. Der Staatsforst Kaltenbronn war nach der Novemberrevolution dem abgedankten Großherzog Friedrich II. zum sicherheitsfreien Nießbrauch überlassen worden – ein Recht, das 1952 mit dem Tod der früheren Großherzogin Hilda von Nassau erlosch.
1951 wurde das Forsthaus abgerissen und durch einen Neubau an gleicher Stelle ersetzt. Im Zuge von Sparmaßnahmen wurde das Forstrevier Brotenau 1975 aufgelöst. In den folgenden Jahren war das Haus an Forstbedienstete vermietet. Ende 2008 zog die letzte Mieterin aus, nachdem ihr Ehemann kurz zuvor verstorben war. Im Frühjahr 2011 wurde das Haus abgerissen.
Bereits bei der Übernahme des Hauses durch den badischen Staat war in Brotenau eine Wiese vorhanden, die den Bewohnern die Viehhaltung ermöglichte. Bis Mitte der 1960er Jahre gab es keinen Anschluss an das öffentliche Telefonnetz; allerdings bestand eine forstinterne, störanfällige Telefonleitung nach Kaltenbronn. Die abgeschiedene Lage Brotenaus war insbesondere für Eltern schulpflichtiger Kinder problematisch. Zwei Waldwege im Brotenautal, der Merkel- und der Mohr-Weg, sind nach Revierförstern benannt, die in Brotenau tätig waren.